# Электрическая дуговая сварка

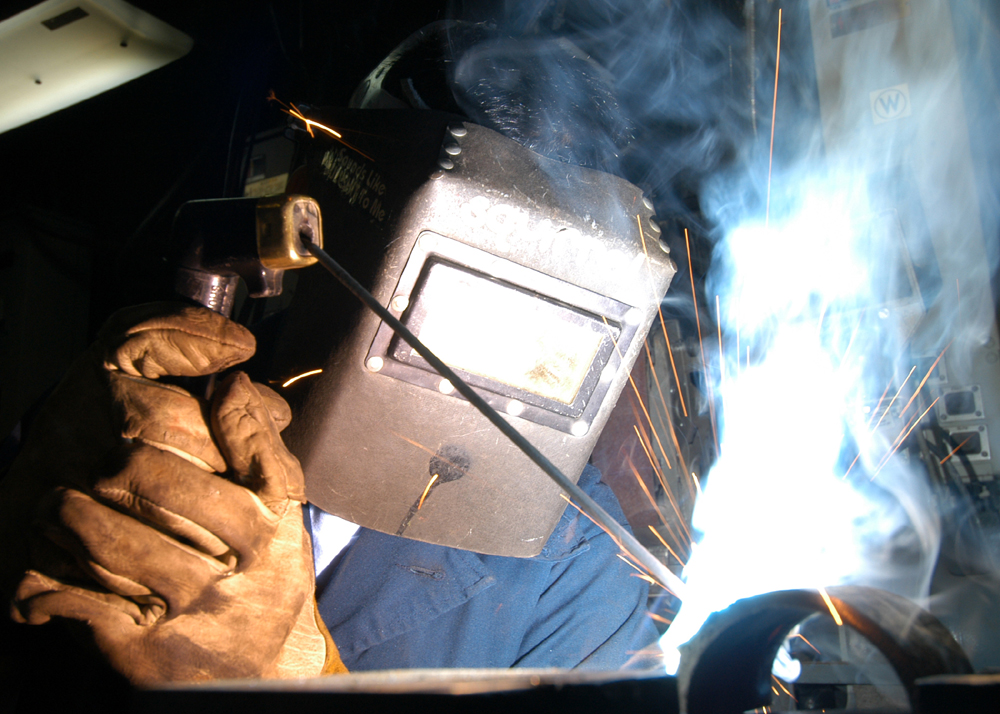
Электродуговая ручная сварка покрытым электродом

Электрическая дуговая сварка — один из способов сварки, использующий для нагрева и расплавления металла электрическую дугу.
Температура электрической дуги (до 7000 °С) превосходит температуру плавления всех существующих металлов.

## История электросварки
1802 год — В. В. Петров открыл явление вольтовой электрической дуги и указал, что появляющийся «белого цвета свет или пламя, от которого оные угли скорее или медлительнее загораются, и от которого тёмный покой довольно ясно освещён быть может».
1803 год — В. В. Петров опубликовал книгу «Известия о гальвани-вольтовых опытах…», где описал способы изготовления вольтова столба, явление электрической дуги и возможность её применения для электроосвещения, электросварки и электропайки металлов.

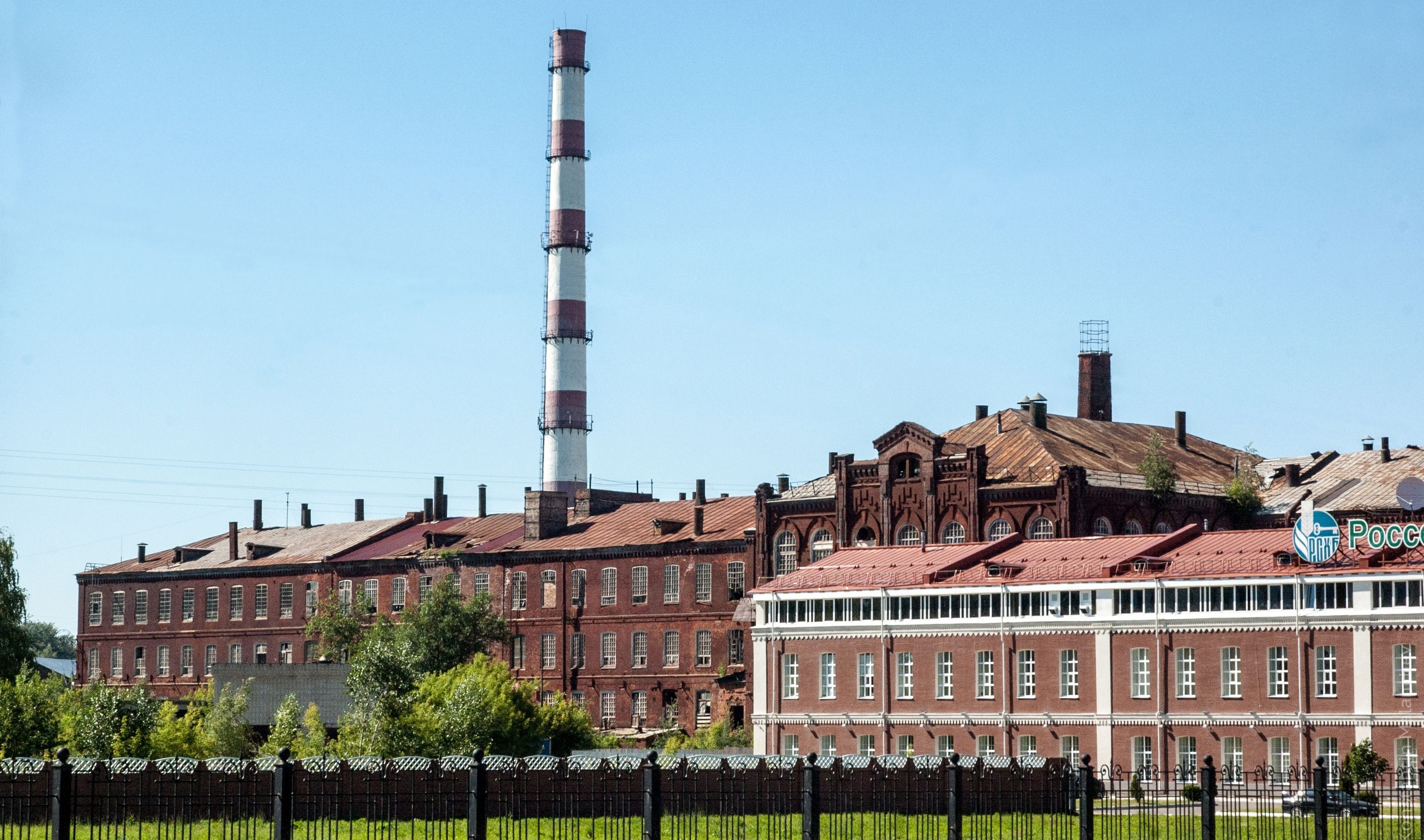
Куваевская мануфактура (Большая ивановская мануфактура), где впервые в мире в производстве была применена электросварка

1882 год — Н. Н. Бенардос изобрёл электрическую сварку с применением угольных электродов, которую запатентовал в Германии, Франции, России, Италии, Англии, США и других странах, назвав свой метод «электрогефестом».
1888 год — Н. Г. Славянов впервые в мире применил на практике дуговую сварку металлическим (плавящимся) электродом под слоем флюса. В присутствии государственной комиссии он сварил коленчатый вал паровой машины.
1893 год — На Всемирной выставке в Чикаго Н. Г. Славянов получил золотую медаль за способ электросварки под слоем толчёного стекла.
1905 год — В. Ф. Миткевич впервые в мире предложил применять трёхфазную дугу для сварки металлов.
1932 год — К. К. Хреновым впервые в мире в Советском Союзе осуществлена дуговая сварка под водой.
1939 год — Е. О. Патоном разработаны технология автоматической сварки под флюсом, сварочные флюсы и головки для автоматической сварки, электросварные башни танков, электросварной части.

## Описание процесса
К электроду и свариваемому изделию для образования и поддержания электрической дуги от сварочного трансформатора (или сварочного агрегата, сварочного преобразователя, сварочного инвертора) подводится электроэнергия. При соприкосновении сварочного электрода и свариваемого изделия протекает сварочный ток. Под действием теплоты электрической дуги (до 7000°С) кромки свариваемых деталей и электродный металл расплавляются, образуя сварочную ванну, которая некоторое время находится в расплавленном состоянии. В сварочной ванне металл электрода смешивается с расплавленным металлом изделия (основным металлом), а расплавленный шлак всплывает на поверхность, образуя защитную плёнку. При затвердевании металла образуется сварное соединение. Энергия, необходимая для образования и поддержания электрической дуги, получается от специальных источников питания постоянного или переменного тока.
В процессе электросварки могут быть использованы плавящиеся и неплавящиеся электроды. В первом случае формирование сварного шва происходит при расплавлении самого электрода, во втором случае при расплавлении присадочного материала (проволоки, прутков и т. п.), который вводят непосредственно в сварочную зону.
Для защиты от окисления металла сварного шва применяются защитные газы (аргон, гелий, углекислый газ и их смеси), подающиеся из сварочной головки в процессе электросварки.
Для повышения устойчивости электрической дуги в электроды могут вводиться легко ионизируемые элементы (калий, натрий, кальций)..
Различают электросварку переменным током и электросварку постоянным током. При сварке постоянным током шов получается с меньшим количеством брызг металла, поскольку нет перехода через ноль и смены полярности тока.
В аппаратах для электросварки постоянным током применяются выпрямители.
Возможно управление положением сварочной дуги при сварке постоянным током. Дуга является проводником тока и как обычный проводник отклоняется в магнитном поле в соответствии с законом Ампера.

## Классификация
Классификация дуговой сварки производится в зависимости от степени механизации процесса, рода тока и полярности, типа сварочной дуги, свойств сварочного электрода, вида защиты зоны сварки от атмосферного воздуха и др.
По степени механизации различают:
- ручную дуговую сварку
- механизированную (полуавтоматическую) дуговую сварку
- автоматическую дуговую сварку

Отнесение процессов к тому или иному способу зависит от того, как выполняются зажигание и поддержание определённой длины дуги, манипуляция электродом для придания шву нужной формы, перемещение электрода по линии наложения шва и прекращения процесса сварки.

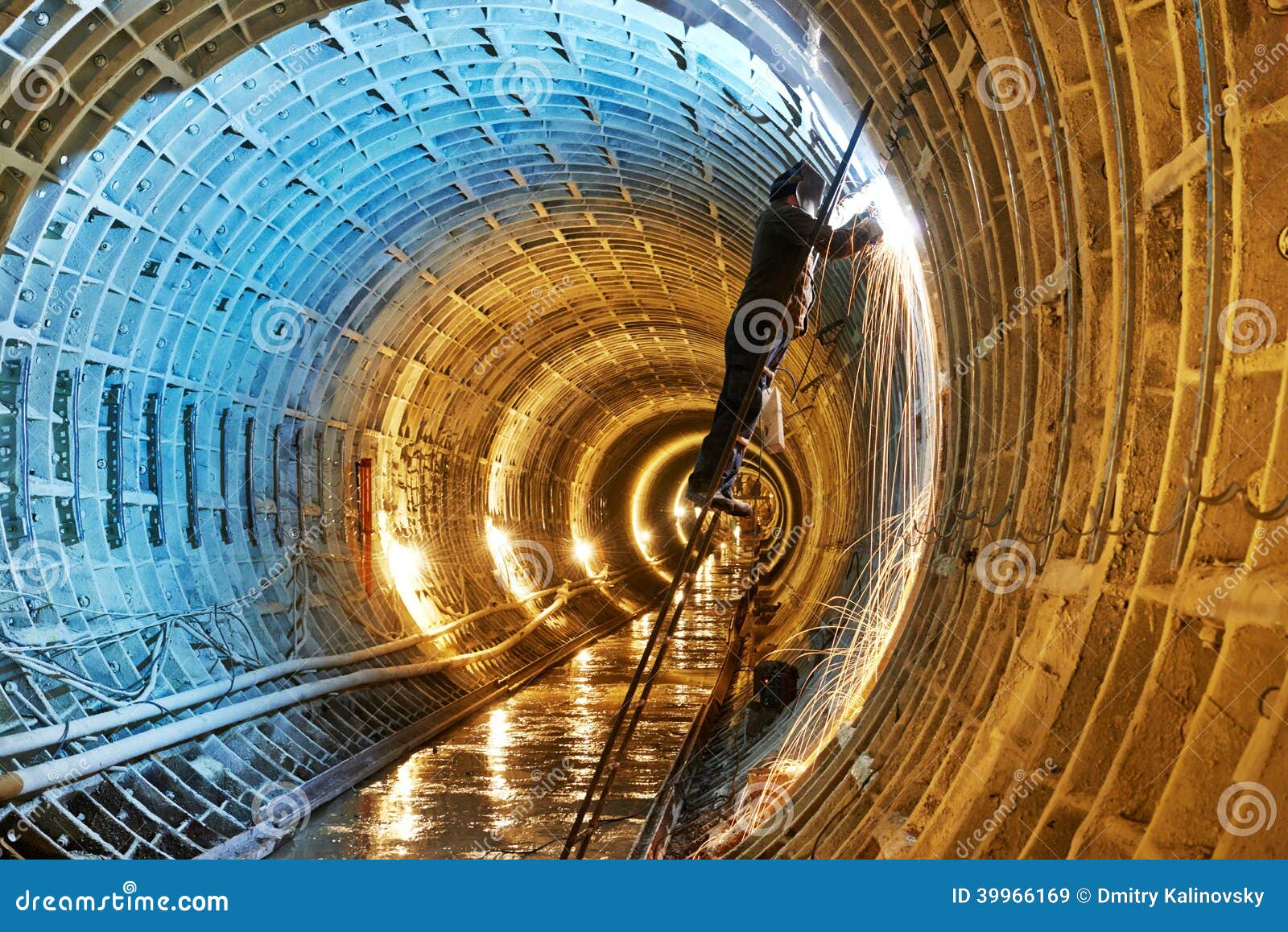

При ручной дуговой сварке (ММА -Manual Metal Arc) указанные операции, необходимые для образования шва, выполняются человеком вручную без применения механизмов.
При механизированной (полуавтоматической) дуговой сварке (MIG/MAG -Metal Inert/Active Gas) плавящимся электродом автоматизируется подача электродной проволоки в сварочную зону, а остальные операции процесса сварки остаются ручными.
При автоматической дуговой сварке под флюсом механизируются операции по зажиганию дуги, поддержанию определённой длины дуги, перемещению дуги по линии наложения шва. Автоматическая сварка плавящимся электродом ведётся сварочной проволокой диаметром 1-6 мм; при этом режим сварки (ток, напряжение, скорость перемещения дуги и др.) более стабилен, что обеспечивает однородность качества шва по его длине, в то же время требуется большая точность в подготовке и сборке деталей под сварку.
По роду тока различают:
- электрическая дуга, питаемая постоянным током прямой полярности (минус на электроде);
- электрическая дуга, питаемая постоянным током обратной полярности (плюс на электроде);
- электрическая дуга, питаемая переменным током.

По типу дуги различают:
- дугу прямого действия (зависимую дугу);
- дугу косвенного действия (независимую дугу).

В первом случае дуга горит между электродом и основным металлом, который также является частью сварочной цепи, и для сварки используется теплота, выделяемая в столбе дуги и на электродах; во втором — дуга горит между двумя электродами.
По свойствам сварочного электрода различают:
- способы сварки плавящимся электродом;
- способы сварки неплавящимся электродом (угольным, графитовым и вольфрамовым).

Сварка плавящимся электродом является самым распространённым способом сварки, при этом дуга горит между основным металлом и металлическим стержнем, подаваемым в зону сварки по мере плавления. Этот вид сварки можно производить одним или несколькими электродами. Если два электрода подсоединены к одному полюсу источника питания дуги, то такой метод называют двухэлектродной сваркой, а если больше — многоэлектродной сваркой пучком электродов. Если каждый из электродов получает независимое питание — сварку называют двухдуговой (многодуговой) сваркой. При дуговой сварке плавлением КПД дуги достигает 0,7-0,9.
По условиям наблюдения за процессом горения дуги различают:
- открытую;
- закрытую;
- полуоткрытую дугу.

При открытой дуге визуальное наблюдение за процессом горения дуги производится через специальные защитные стёкла — светофильтры. Открытая дуга применяется при многих способах сварки: при ручной сварке металлическим и угольным электродом и сварке в защитных газах. Закрытая дуга располагается полностью в расплавленном флюсе — шлаке, основном металле и под гранулированным флюсом, и она невидима. Полуоткрытая дуга характерна тем, что одна её часть находится в основном металле и расплавленном флюсе, а другая над ним. Наблюдение за процессом производится через светофильтры. Используется при автоматической сварке алюминия по флюсу.
По роду защиты зоны сварки от окружающего воздуха различают:
- дуговая сварка без защиты (голым электродом, электродом со стабилизирующим покрытием);
- дуговая сварка со шлаковой защитой (толстопокрытыми электродами, под флюсом);
- дуговая сварка со шлакогазовой защитой (толстопокрытыми электродами);
- дуговая сварка с газовой защитой (в среде защитных газов) (TIG, MIG/MAG);
- дуговая сварка с комбинированной защитой (газовая среда и покрытие или флюс).

Стабилизирующие покрытия представляют собой материалы, содержащие элементы, легко ионизирующие сварочную дугу. Наносятся тонким слоем на стержни электродов (тонкопокрытые электроды), предназначенных для ручной дуговой сварки.
Защитные покрытия представляют собой механическую смесь различных материалов, предназначенных ограждать расплавленный металл от воздействия воздуха, стабилизировать горение дуги, легировать и рафинировать металл шва.
Наибольшее применение имеют средне — и толстопокрытые сварочные электроды, предназначенные для ручной дуговой сварки и наплавки, изготовляемые в специальных цехах или на заводах.

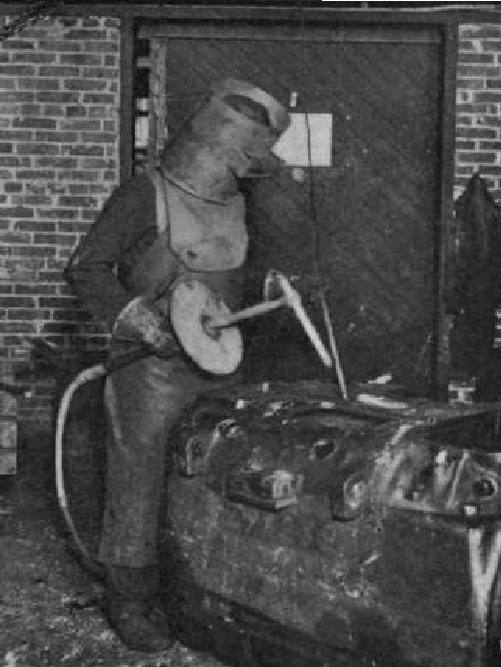

В последнее время получает распространение плазменная сварка, где дуга между инертными неплавящимися электродами используется для высокотемпературного нагрева промежуточного носителя, например — водяного пара. Известна также сварка атомарным водородом, получаемым в дуге между вольфрамовыми электродами, и выделяющем тепло при рекомбинации в молекулы на свариваемых деталях.